# Insenatura di Fauré
L'insenatura di Fauré è un'insenatura larga circa 7 km all'imboccatura e lunga 15, situata sulla costa meridionale dell'isola Alessandro I, al largo della Terra di Palmer, in Antartide. L'insenatura si estende in direzione nord-sud nella costa meridionale della penisola Monteverdi e la sua superficie è completamente ricoperta dal ghiaccio della piattaforma glaciale Giorgio VI.

## Storia
L'insenatura di Fauré fu avvistata per la prima volta da Finn Rønne e Carl Robert Eklund, del Programma Antartico degli Stati Uniti d'America, che, nella loro spedizione svolta tra il 1939 e il 1941, percorsero il canale di Giorgio VI in tutta la sua lunghezza. In seguito, la penisola è stata fotografata dal cielo durante la spedizione antartica di ricerca svolta nel 1947-48 e comandata da Finn Rønne, ed è stata delineata più dettagliatamente nel 1960 da D. Searle, cartografo del British Antarctic Survey (al tempo ancora chiamato "Falkland Islands Dependencies Survey", FIDS), sulla base di fotografie aeree scattate durante tale spedizione; infine è stata così battezzata  nel 1977 dal Comitato britannico per i toponimi antartici in onore del compositore francese Gabriel Fauré.